# Estromatólito

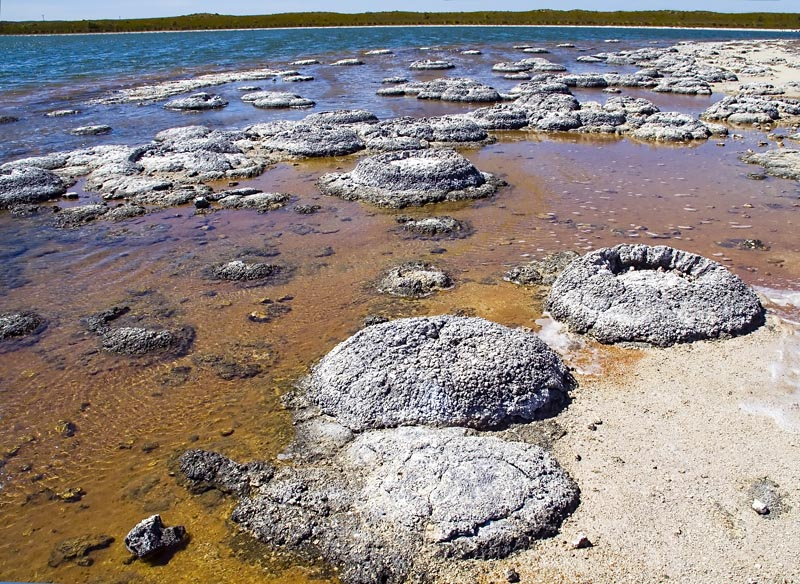
Estromatólitos do Lago Thetis, na Austrália Ocidental.

Estromatólito vem do grego antigo ((strôma/strṓmatos) 'camada, estrato', e (líthos) rocha) e é designado a rochas biosedimentares laminadas, formadas por atividade microbiana em ambientes aquáticos desde o pré-cambriano. A definição exata de estromatólito ainda é discutida, podendo, por exemplo, excluir estruturas como oncólitos e trombólitos da lista dos estromatólitos.
Os estudos sobre essas estruturas sedimentares vem desde o século XIX mas só no século XX é que foi descrito e ilustrado de forma mais clara, recebendo diversos nomes, desde então os estudos se aprofundaram e permitiram identificações com estromatólitos atuais.
Há mais de 20 anos é conhecida a presença de estromatólitos no chamado sílex de Strelley Pool, uma formação rochosa que fica na Austrália e que data do início do Mesoarqueano, ou seja, há cerca de 3500 milhões de anos.
Por serem fósseis tão antigos, pensa-se que sejam testemunha dos primeiros organismos a realizar a fotossíntese oxigênica, responsáveis pelo gás oxigênio que surgiu no planeta há cerca de 3,5 bilhões de anos.
No Brasil, os fósseis mais antigos ocorrem no Quadrilátero Ferrífero e têm idade entre 2,1 e 2,4 bilhões de anos, mas o principal registro no país é nos terrenos mesoproterozoicos e neoproterozoicos dos estados DF, GO, MG, PR, BA e SE .
Não somente de sílex podem se formar os estromatólitos: compõem-se também estes de carbonatos (calcita e dolomita). São formados a partir de uma sucessão de estágios, partindo de esteira microbiana, estromatólito estratiforme, para finalmente consolidar uma rocha. Os principais microorganismos formadores das esteiras estromatolíticas são as cianobactérias.

## Classificação

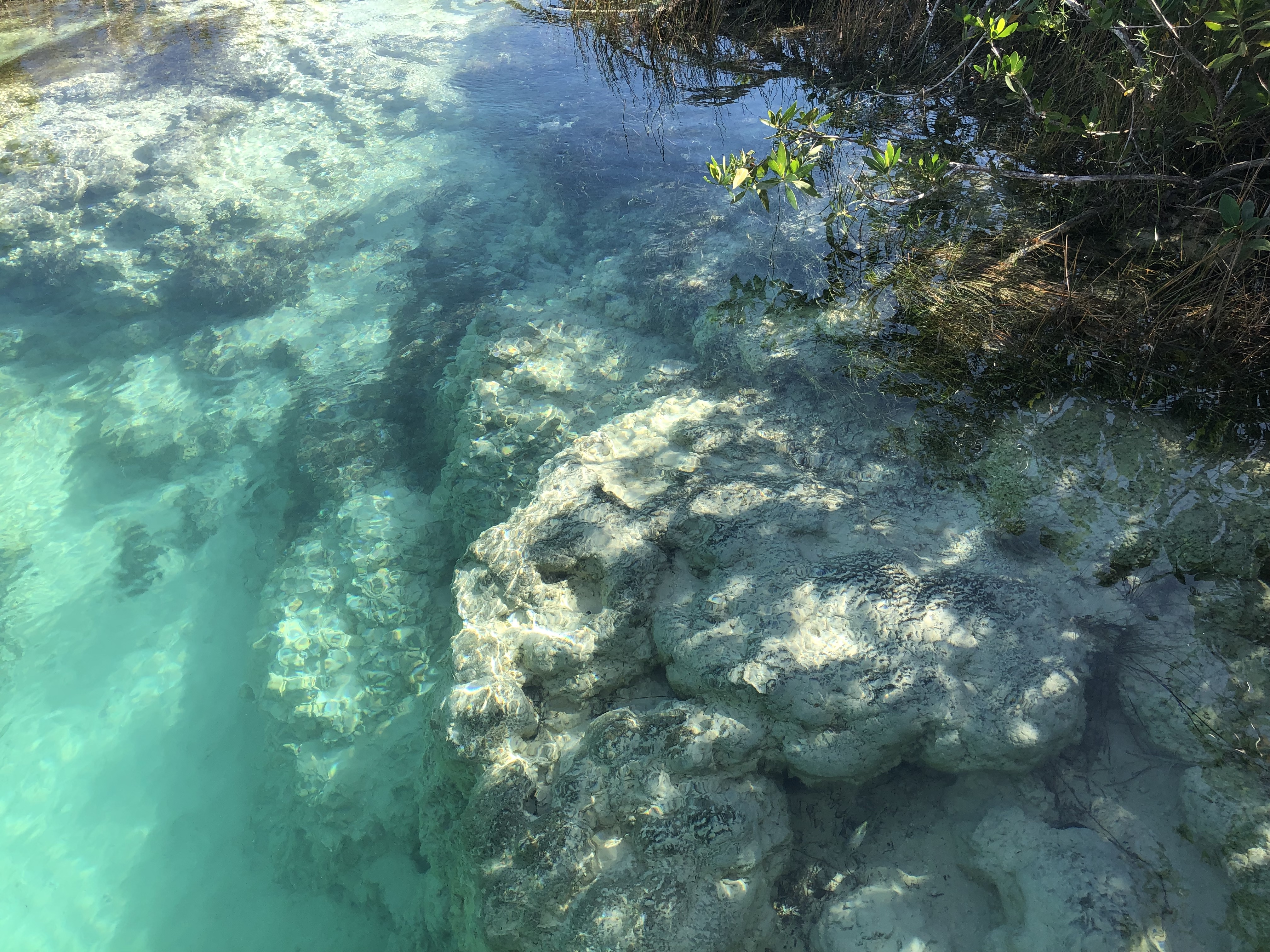
Estromatólitos da laguna Bacalar - México

Um dos problemas mais críticos e controversos referentes aos estromatólitos é a classificação e descrição taxonômica. Existem, de maneira geral, dois pensamentos para formular a classificação: paleontólogos que dão ênfase ao ambiente deposicional e classificam apenas as microestruturas, isto é, levam em consideração o gênero e a espécie de microorganismos dos estromatólitos; e outros paleontólogos que sugerem uma classificação quanto a morfologia, já que esses fósseis são colônias de microorganismos e não "fósseis individuais", propondo classificação em categorias que não seguem a nomenclatura biológica. Um exemplo dessa discussão é que não foi possível chegar a um consenso pelo Projeto Internacional de Correlação Geológica 261 intitulado "Stromatolite" que reuniu cerca de 200 especialistas do mundo, inclusive do Brasil, para discutir e resolver a questão.

## Formação

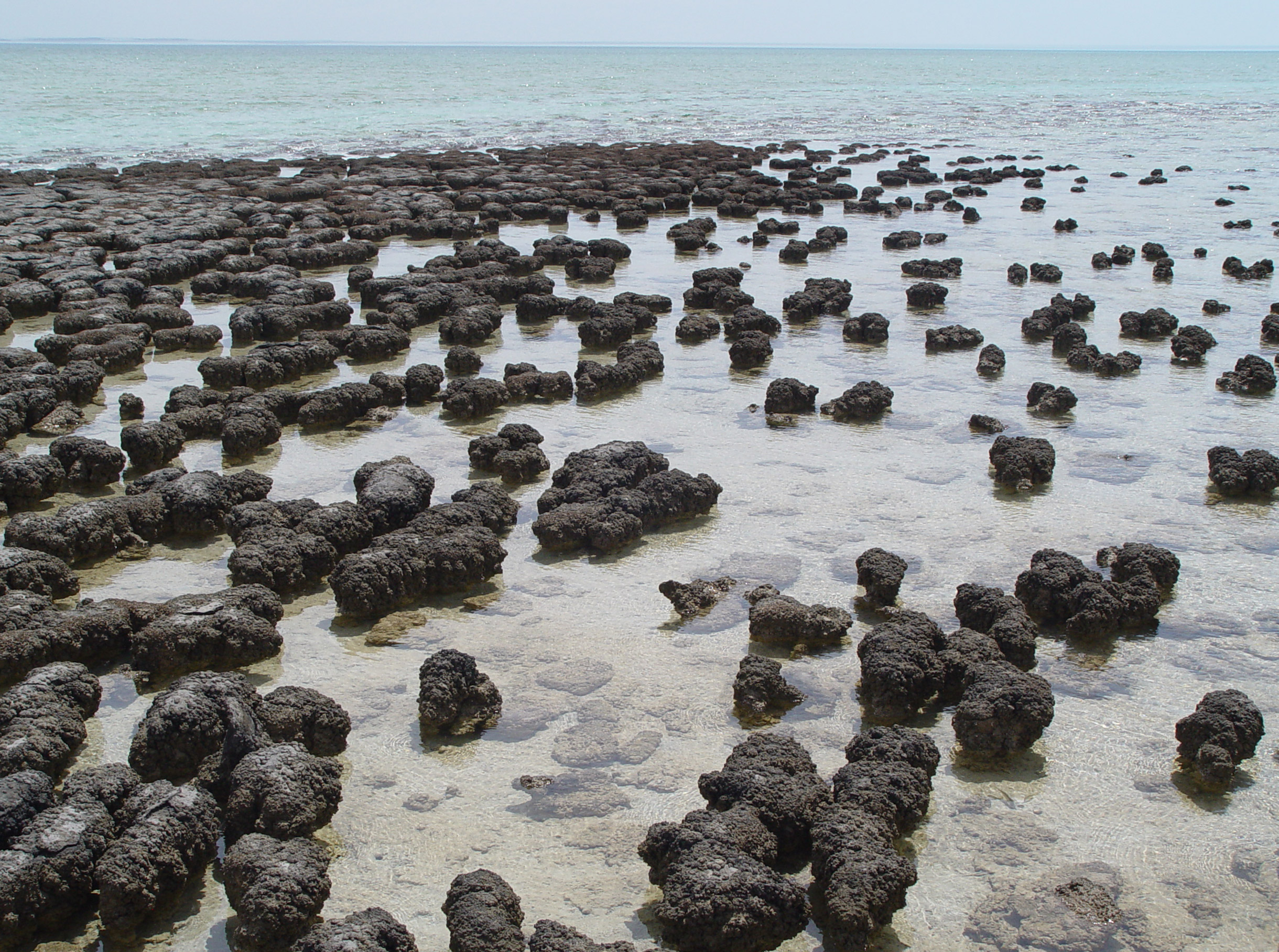
Estromatólito moderno em Sharkbay, na Austrália

Não existe um consenso sobre a formação dessas estruturas, duas hipóteses são levantadas:
1. A primeira ideia é de que sedimentos são capturados por células microbianas que, posteriormente, são colados por um muco e cimentados por precipitação carbonática, tendo uma tendencia de crescimento vertical.[3]
2. A segunda é baseada na precipitação carbonática com baixo aprisionamento de sedimentos, sendo formados em ambientes não marinhos. [3]

A formação geral desses corpos estromatolíticos se dá em ambientes com deposição carbonática, principalmente em águas rasas de bacias marginais, lacustres salinos ou mananciais termais. Hoffman (1973) descreve 8 condições necessárias para formação deles:
1. Presença de um substrato onde o estromatólito possa crescer;
2. Um sistema aberto contendo água;
3. Componentes que satisfaçam os requerimentos metabólicos da microbiota;
4. Energia para ativar o metabolismo (ex. luz do sol);
5. Uma população de algas ou outro microrganismo bentônico que colonize o substrato;
6. Presença de sedimentos de tamanho ideal que possa ser capturado pela população de microrganismos;
7. Um ritmo de deposição para formar as laminações;
8. E uma litificação para preservação do corpo.

## Características dos estromatólitos

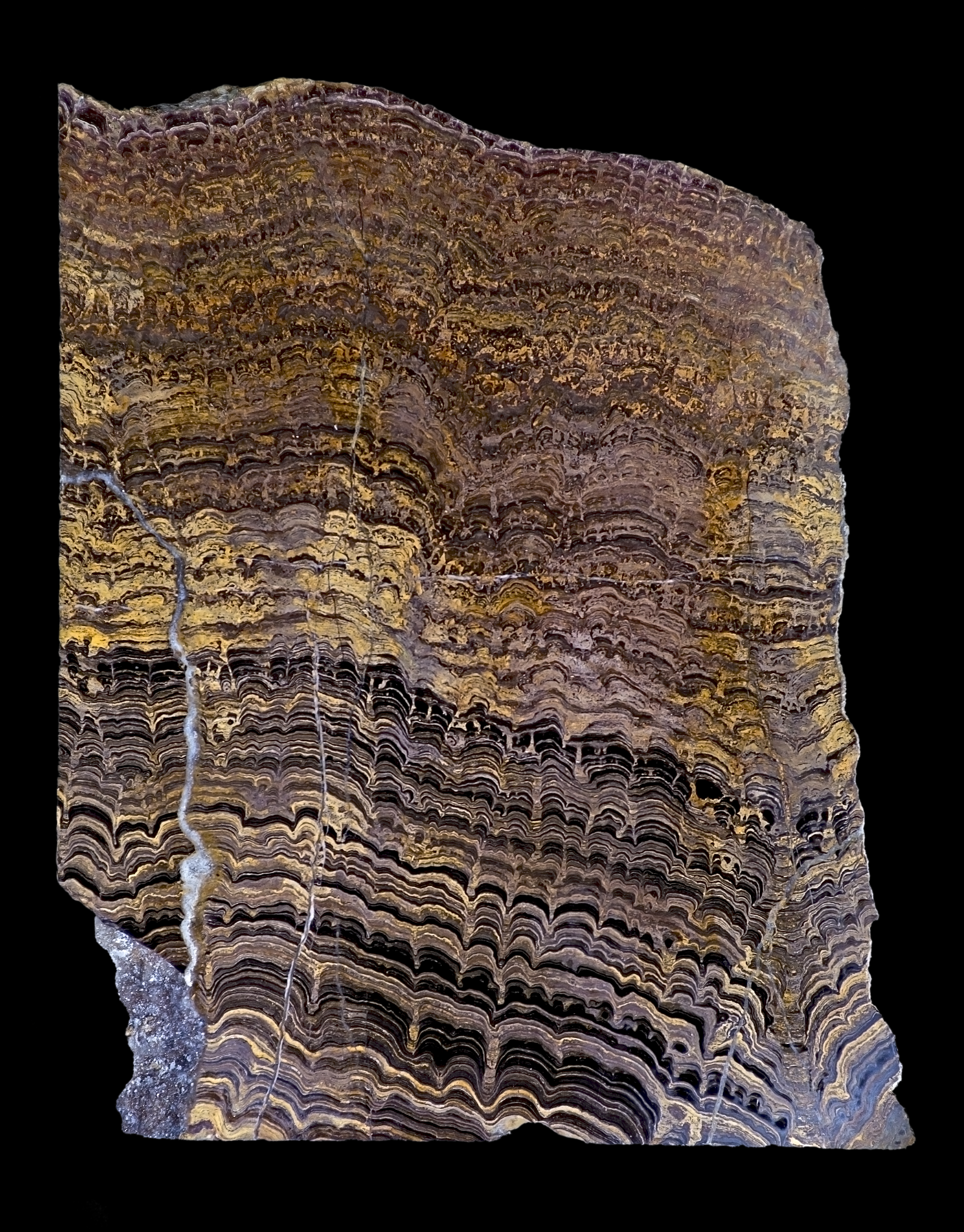
Estromatólito Cochabamba. Colunas laminas típicas.

Os estromatólitos possuem diversas características, observadas em diferentes escalas. As principais são:
- Feições morfológicas: A forma que ele tem macroscopicamente, ou seja, a forma de sua coluna. Ela pode ser cônica, em xícara, pseudocilindrica ou estratiforme.[3] Ramificação: são dívidas em passivas e ativas. Nas passivas, as ramificações não se alargam no topo ficando paralelo as colunas. Já nas ativas é o contrário, há um alargamento das estruturas. Existe uma relação entre as feições e as ramificações. [3]
- Laminações: São umas das, se não, a principal característica dos estromatólitos. São variadas e controlados pelo ambiente, pela biota e pelo tipo de sedimento disponível, assumindo na maioria das vezes feições côncavas ou convexas, mas podendo assumir outras em raros casos. [3]
- Microestruturas simples: são 3 mais conhecidas, as películas, formadas por micrítas contínuas, escuras e finas associadas a lâmina espáticas claras; Tussock, que são laminações irregulares intercaladas, podendo ser concêntricas; vermiformes, camadas espessas micríticas e esparíticas, sinuosas que após a diagênese podem ter aspecto aglutinado.[3]
- Microestruturas complexas: São 2, tapetes micríticos e tapetes com catágrafos. Tapetes micríticos são lâminas grossas e escuras com superfícies retas, crenuladas ou irregulares; Tapetes com catágrafos são camadas espessas que aparecem intercalas, periodicamente, com os tapetes micríticos, formados de matriz microesparítica.[3]
- Mineralogia: São majoritariamente formados por carbonatos (calcita e dolomita), mas podem ser formados por fosfatos, rochas silicáticas, gipsita, magnesita e em depósitos ferro magnesianos. [3]
- Tamanho: Podem ser milimétricos até métricos, vai depender da espécie e do ambiente em que foi formado. Os maiores já encontrados possuem tamanhos maiores de 15m e os menores chegam a ter 50 micras de diâmetro. [3]

## Registro fóssil

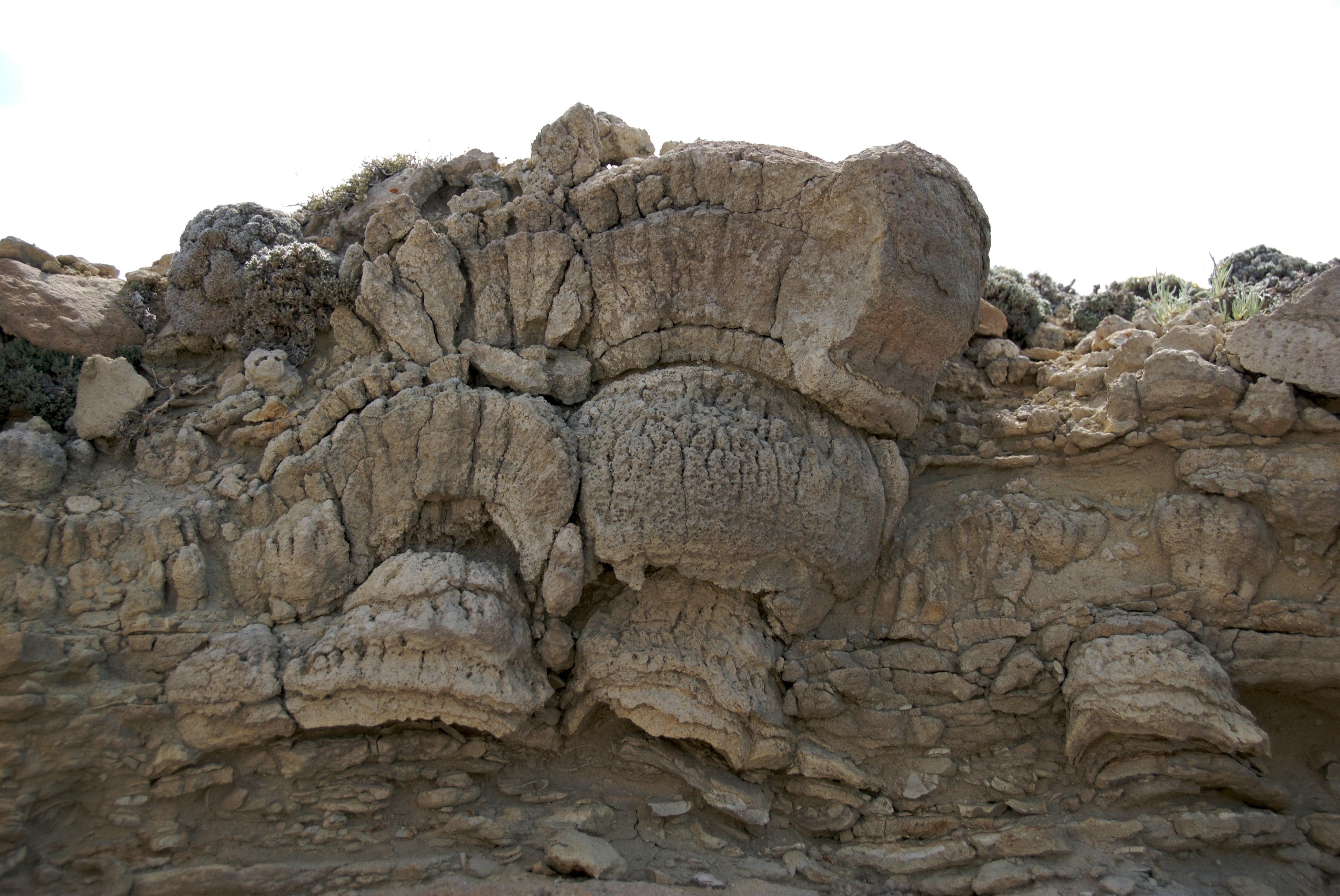
Registro Fóssil

Registros fosseis estão espalhados pelo mundo todo, esses datam desde o Pré-cambriano, sendo que, hoje em dia, estruturas semelhantes não litificadas são encontradas, sendo fundamentais para o entendimento desses exemplares fossilizados.
Na Austrália é encontrado o Apex Chert, rochas Arqueanas de 3.4 G.a. com indícios de atividade biológica que podem ter formado as primeiras esteiras microbianas ricas em carbonatos, mas até hoje é questionado se realmente marca atividade biológica no planeta. Avançando um pouco mais no tempo, chega-se no Proterozoico, onde registros de estromatólitos por todo o mundo são mais claros e fazem esse Éon ser conhecido como a “era dos estromatólitos”. Afloramentos famosos são encontrados principalmente na America do Norte (Gunflint Cherts, Minessota – Estados Unidos e Ontario – Canadá) e no continente Africano. Cianobactérias são as principais formadoras das esteiras microbianas e acredita-se que podem ter iniciado o processo de oxidação do planeta.
No registro fóssil, os estromatólitos aparecem principalmente em camadas Proterozóicas e do Arqueano tardio, mas sua ocorrência se dá em todo tempo geológico, até os dias atuais. Existem teorias sobre o início do declínio dos estromatólitos durante o Fanerozóico, a principal delas fala de quando a vida complexa explode e começa a pastar essas esteiras de algas, dificultado o processo de formação dos estromatólitos.

## Aplicação e Importância
Os estromatólitos são as únicas evidências de vida do Arqueano.
Alguns deles encontrados em rochas de 3,5 bilhões de anos na Austrália e África do Sul são algumas das mais antigas evidências de vida conhecidas. Estromatólitos encontrados na Groenlândia, num depósito de rochas sedimentares abaixo da camada de gelo, foram datados em 3,7 bilhões de anos, constituindo a mais antiga evidência atualmente.
Esta descoberta apoia a busca por existência de vida pretérita em Marte, pois nesta época Marte contava com água líquida em sua superfície e estava em condições similares às da Terra, sob um sol 30% menos brilhante que hoje.
Além disso, suas estruturas fornecem dados astronômicos e geofísicos quanto ao ambiente do passado e formam paisagens que podem ser usadas como atração turística pelo ecoturismo.